# Элек
Элек (венг. Elek; рум. Aletea) — город в медье Бекеш, на юго-востоке Венгрии. Расположен на границе с Румынией, в 25 км от административного центра медье — города Бекешчаба. Город занимает площадь 54,94 км².

## История
Элек, впервые упоминается в исторических источниках в 1232 году. В 1739 году в городе была эпидемия чумы.

## Население
| Год  | Численность | Численность |
| ---- | ----------- | ----------- |
| 2013 | 4851        | [ 2 ]       |
| 2014 | 4797        | [ 3 ]       |
| 2019 | 4513        | [ 4 ]       |
| 2021 | 4443        | [ 5 ]       |
| 2022 | 4290        | [ 6 ]       |
| 2023 | 4246        | [ 7 ]       |
| 2024 | 4274        | [ 1 ]       |

Население по данным на 2010 год составляет 4985 человек. По данным прошлой переписи 2001 года население города насчитывало 5531 человек. По данным той же переписи 84 % населения Элека представлено венграми; 8 % — румынами; 4 % — цыганами и 4 % — немцами.
Динамика численности населения:
| 1851 | 1910 | 1940 | 1983 | 1990 | 2001 | 2010 |
| ---- | ---- | ---- | ---- | ---- | ---- | ---- |
| 3090 | 7261 | 9327 | 5839 | 5582 | 5531 | 4985 |

## Города-побратимы
- Вельке-Капушаны, Словакия
- Себиш, Румыния